# 白头鹤
白頭鶴，學名Grus monacha，亦稱頭巾鶴、頭盔鶴、修士鶴、頭套鶴、盔鶴、套鶴、玄鶴，是一種深色的小型鶴類。

## 特征
白頭鶴體長約為1米，體重可達3.7千克，翼寬1.87米。它體型嬌小。除了眼睛附近為裸露的紅色皮膚，額和兩眼前方有較密集的黑色剛毛，從頭到頸是雪白的柔毛外，身體其余部分體羽都是石板灰色。

## 習性
白头鹤性情溫雅，機警膽小，不易馴養。

## 繁殖地
白头鹤作为繁殖鸟，廣泛分布於歐亞大陸，主要分布于俄罗斯远东地区（东西伯利亚）的森林湿地(Neufeldt, 1981)及中国小兴安岭地区。
白頭鶴在西伯利亞地區的中南部和東南部（可能還有蒙古）產卵，冬季80%以上分佈於日本南部的出水市，其餘則分佈在南韓和中國。
1993年以前，人们只在俄罗斯远东地区证实了繁殖种群的存在。它们繁殖于贝加尔湖东部和雅库茨克南部的勒拿河域至阿穆尔河流域的森林湿地和沿海地区比金河流域中；1993年，中国黑龙江省发现了一个白头鹤的繁殖巢。2002-2011年，中国政府为了加强保护工作，分别在小兴安岭的沾河以及新青建立了：“大沾河湿地国家级保护区”和“新青白头鹤国家级自然保护区”，黑龙江省伊春市新青区也被中国野生动物协会授予“中国白头鹤之乡”的称号。此外，有些学者认为蒙古北部也可能有繁殖个体，但一直未得到证实。
中国白头鹤繁殖地的发现经历了一个漫长而艰辛的过程。国内白头鹤繁殖地最早由李林于1993年5月在黑龙江省小兴安岭北部的通北林业局东方红林场发现，记载了一对繁殖鹤以及一个有两枚卵的繁殖巢。此后于1999年6月初在距离上次发现的地方约20公里处再次发现有白头鹤的繁殖地。2001年初春，郭玉民进入沾河林区开始了白头鹤的寻找，次年找到一个旧巢。2003年找到一个有两枚卵的巢穴并终于见到传说中生性谨慎、行为独特的“修士”白头鹤，往后越来越多的白头鹤及其繁殖巢在新青和大沾河湿地上被发现。经他和当地保护区工作人员的共同努力，确定了沾河和新青林区的森林湿地存在的繁殖种群，并使中国成为继俄罗斯之后第二个发现白头鹤繁殖地的国家。2007年5月10日，英国惠特利自然保护奖（Whitley Award）的颁奖仪式在伦敦皇家地理学会（RGS）隆重举行。郭玉民博士因在白头鹤的保护与研究中的突出贡献，成为当年亚洲唯一的获奖者。
此后，白头鹤繁殖地及白头鹤之乡——新青开始进入人们的视野并得到了更多的关注。

## 瀕危度
野生白头鹤數量大約為7,000-9,500多只，由於棲息地的減少，其數量在持續下降中，已列入世界瀕危物種紅皮書，是中國一級保護動物。被IUCN列爲“易危”，並列於CITES的附錄I和II。